# 더 캡티브
《더 캡티브》(영어: The Captive)는 캐나다에서 제작된 애텀 이고이언 감독의 2014년 스릴러 영화이다. 라이언 레이놀즈 등이 출연하였다.

## 출연진
- 라이언 레이놀즈
- 스콧 스피드먼
- 로자리오 도슨
- 미레이 이너스
- 케빈 듀랜드
- 알렉시아 패스트
- 페이턴 케네디
- 브루스 그린우드
- 브렌던 골
- 에런 풀
- 제이슨 블리커
- 에이든 시플리
- 이언 매슈스
- 크리스틴 혼
- 엘라 밸런타인

## 기타 제작진
- 세트: 롭 헵번
- 의상: 데브라 핸슨